# 下議院之父
下議院之父（又稱議會之父或眾議院之父）是部分國家按習俗非正式的授予立法機構連續任職時間最長或年齡最年長成員的頭銜，其中最有名的則是英國下議院的下議院之父。在部分國家中也會使用「下議院之母」的稱號，以此作為「下議院之父」的女性替代品（即適用於最資深的成員是女性時），或用於指代女性成員中連續任職時間最長或年齡最年長者。